# Ugoda Nkomati

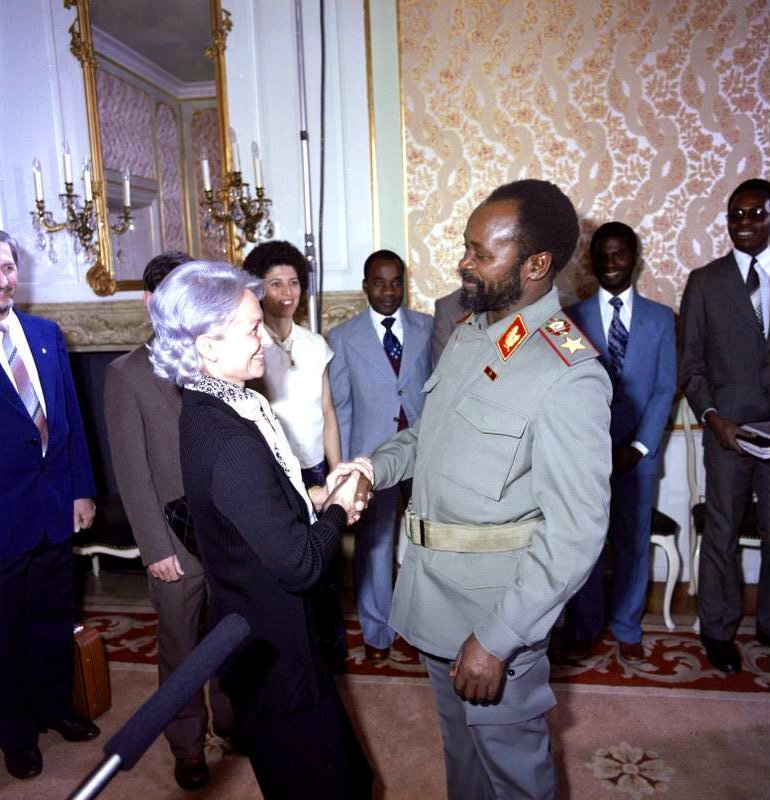
Samora Machel, prezydent Mozambiku

Ugoda Nkomati (ang. Nkomati Accord) – porozumienie o nieagresji podpisane 16 marca 1984 roku pomiędzy Mozambikiem i RPA w południowoafrykańskim mieście Komatipoort. Traktat podpisali prezydenci obu krajów, Samora Machel i Pieter Willem Botha.
W ugodzie rząd Afryki Południowej zgodził się zaprzestać finansowania Narodowego Ruchu Oporu Mozambiku, jeśli rząd Mozambiku zobowiąże się do wydalenia z kraju członków Afrykańskiego Kongresu Narodowego. Warunki zostały zaakceptowane, ale południowoafrykański rząd w dalszym ciągu finansował i wyposażał mozambickich rebeliantów.
Dopiero w październiku 1992 podpisano Generalne Rzymskie Porozumienie Pokojowe, które zakończyło wojnę domową w Mozambiku.